# ラスベガス (パチスロ)
ラスベガスは、2001年にオリンピアが開発・販売したパチスロ機である。4号機。

## 概要
2号機時代、突然小役が連続しコインを増やす小役集中というシステムが存在した。『バニーガール』など多数の機種は、絵柄が果物だったこともあって通称フルーツゲームと呼ばれていた。そのフルーツゲームが、システムがアシストタイム（AT）に変更されて現代に復刻された。
本機は、ほぼ常時当選しているベルの6択の押し順を正解させると揃う仕組みとなっている。不正解の場合、順ハサミ打ちでプレイすると必ずベルが小V型になるので、ハサミ打ちによるフラグ判別がしやすい。V型はリーチ目である。そして、効果音などと共にズレ目が出現するとチャンス（稀に効果音がない場合もある）であり、かなりの確率でボーナスやATが当選している。当選した場合は『トムキャット』でおなじみのルーレット型4thリールが派手に動き出し、ボーナス等の告知をする。

## ゲームシステム
ビッグボーナス中はベル以外の小役がナビされ、リプレイはずしも左リールの赤7を下段に狙うだけで簡単に外せる。平均390枚獲得可能。
ATのフルーツゲーム（FG）は、60G継続で平均180枚獲得可能である。6択のベルがナビされ最初の5Gでリプレイ成立が多いほど60G継続の期待が高まる。FG中にビッグボーナスが成立すると、無条件でスーパービッグに昇格し、普段はナビされないベルがナビされ平均550枚獲得可能である。本機は中段チェリーがリーチ目だが、通常時のビッグボーナス成立時にこの中段チェリーとの複合でビッグボーナスを揃えると20%未満の確率でスーパービッグに昇格する。また、ビッグ終了後は100Gのチャンスゾーンに入り、この間成立のFGは60Gを選択しやすい。
ズレ目やフルーツゲームなど、『バニーガール』や『スーパーバニーガール』がそのままAT機として復活したようなゲーム性であり、時代が爆裂AT機全盛であったためマイルドなAT機は受け入れられずヒットには至らなかった。しかし、『サンダーV2』等のようなマイルドAT機というジャンルを確立させたことには成功しており、『サンダーV2』は再設置禁止となったものの、本機は後に4.0号機ATとして唯一3年の設置期間延長が許可された。

## ボーナス確率
| 設定 | BIG確率 | REG確率 | AT確率 | 機械割 |
| ---- | ------- | ------- | ------ | ------ |
| 1    | 1/358   | 1/655   | 1/309  | 96.5%  |
| 2    | 1/327   | 1/655   | 1/304  | 99.9%  |
| 3    | 1/297   | 1/655   | 1/298  | 104.1% |
| 4    | 1/276   | 1/585   | 1/293  | 107.9% |
| 5    | 1/254   | 1/512   | 1/286  | 112.6% |
| 6    | 1/238   | 1/468   | 1/194  | 119.9% |